# Glutamate synthase (ferrédoxine)
Pour les articles homonymes, voir Glutamate synthase.
La glutamate synthase à ferrédoxine est une oxydoréductase qui catalyse la réaction :
2 L-glutamate + 2 ferrédoxine oxydée  {\displaystyle \rightleftharpoons }  L-glutamine + α-cétoglutarate + 2 ferrédoxine réduite + 2 H+ (réaction globale)
(1a) L-glutamate + NH3  {\displaystyle \rightleftharpoons }  L-glutamine + H2O
(1b) NH3 + α-cétoglutarate + 2 ferrédoxine réduite + 2 H+ {\displaystyle \rightleftharpoons }  L-glutamate + 2 ferrédoxine oxydée + H2O .
Cette enzyme intervient dans le métabolisme de l'azote.